# ビエッラ県

ビエッラ県
Provincia di Biella

ビエッラ県（ビエッラけん、イタリア語: Provincia di Biella）は、イタリア共和国ピエモンテ州に属する県の一つ。県都はビエッラ（ビエラ）。

## 地理

### 位置・広がり
ピエモンテ州北東部に位置する県である。北・東・南の三方をヴェルチェッリ県に囲まれている。西南をトリノ県、西北をヴァッレ・ダオスタ州と接する。

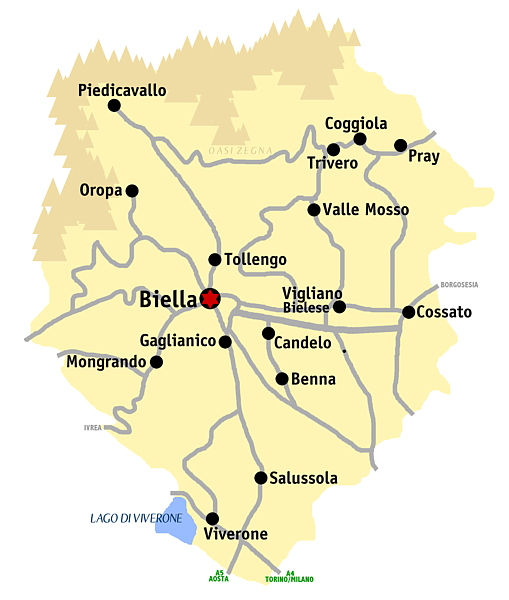
ビエッラ県県概略図

### 主要な都市・集落
2001年の国勢調査に基づく居住地区（Località abitata）別人口統計によれば、人口4000人以上の都市・集落は以下の通り。
- ビエッラ - 44,865人
- コッサート - 14,221人
- ヴィリアーノ・ビエッレーゼ - 8.061人
- カンデーロ - 7,580人
- TRIVERO-PRATIVERO-PONZONE （トリヴェーロ） - 4,550人

- ビエッラ
- カンデーロ
- トリヴェーロ

## 歴史
ビエッラ県は、1992年制定の法律によりヴェルチェッリ県から分離し、1996年より県として活動を始めた。

## 行政区画

### コムーネ
2019年1月1日時点で、78のコムーネがある。
21世紀に入って以降、以下のコムーネ統廃合 (it:Fusione di comuni italiani) が行われている。
2016年
- クイッテンゴおよびサン・パオロ・チェルヴォが、カンピーリア・チェルヴォに編入
- クローザが、レッソーナに編入

2017年
- セルヴェ・マルコーネが、ペッティネンゴに編入

2019年発足
- クアレーニャ・チェッレート (クアレーニャ、チェッレート・カステッロが合併)
- ヴァルデォラーナ (モッソ、ソプラーナ、トリヴェーロ、ヴァッレ・モッソが合併)

## 交通
県内にアウトストラーダ（自動車専用高速道路）は通っていないが、トリノからミラノを経由してトリエステまでを結ぶA4号線のサンティアまたはカリージオ（いずれもヴェルチェッリ県）のインターチェンジから県内中心部にアクセスできる。

## 人物

### 著名な出身者
- ジュゼッペ・ペッラ - 20世紀の政治家、イタリア共和国首相。ヴァルデンゴ生まれ。

## 対外関係

### 日本との姉妹都市･提携都市
姉妹自治体
姉妹都市
（都道府県 市区町村） - （県内都市等）
- 群馬県 桐生市 - ビエッラ市